# Coppa del Mondo di biathlon 2017
La Coppa del Mondo di biathlon 2017 è stata la quarantesima edizione della manifestazione organizzata dall'Unione Internazionale Biathlon; è iniziata il 27 novembre 2016 a Östersund, in Svezia, e si è conclusa il 19 marzo 2017 a Oslo Holmenkollen, in Norvegia. Nel corso della stagione si sono tenuti a Hochfilzen i Campionati mondiali di biathlon 2017, validi anche ai fini della Coppa del Mondo, il cui calendario non ha contemplato dunque interruzioni. Sia in campo maschile sia in campo femminile sono state disputate tutte le 31 gare in programma (26 individuali, 5 a squadre), in 10 diverse località.
In campo maschile il francese Martin Fourcade si è aggiudicato sia la coppa di cristallo, il trofeo assegnato al vincitore della classifica generale, sia tutte le Coppe di specialità; Fourcade era il detentore uscente della Coppa generale.
In campo femminile la tedesca Laura Dahlmeier si è aggiudicata sia la coppa di cristallo, il trofeo assegnato alla vincitrice della classifica generale, sia le Coppe di inseguimento e di individuale; la ceca Gabriela Soukalová ha vinto le Coppe di sprint e di partenza in linea. La Soukalová era la detentrice uscente della Coppa generale.
Le staffette miste sono state cinque, disputate in tre diverse località.

## Uomini

### Risultati
| Data                                 | Località             | Nazione       | Spec. | Primo                                                                                             | Secondo                                                                                   | Terzo                                                                                            |
| ------------------------------------ | -------------------- | ------------- | ----- | ------------------------------------------------------------------------------------------------- | ----------------------------------------------------------------------------------------- | ------------------------------------------------------------------------------------------------ |
| 1 dicembre 2016                      | Östersund            | Svezia        | IN    | Martin Fourcade                                                                                   | Johannes Thingnes Bø                                                                      | Uladzimir Čapelin                                                                                |
| 3 dicembre 2016                      | Östersund            | Svezia        | SP    | Martin Fourcade                                                                                   | Fredrik Lindström                                                                         | Arnd Peiffer                                                                                     |
| 4 dicembre 2016                      | Östersund            | Svezia        | PU    | Anton Babikov                                                                                     | Maksim Cvetkov                                                                            | Martin Fourcade                                                                                  |
| 9 dicembre 2016                      | Pokljuka             | Slovenia      | SP    | Martin Fourcade                                                                                   | Johannes Thingnes Bø                                                                      | Anton Šipulin                                                                                    |
| 10 dicembre 2016                     | Pokljuka             | Slovenia      | PU    | Martin Fourcade                                                                                   | Emil Hegle Svendsen                                                                       | Anton Šipulin                                                                                    |
| 11 dicembre 2016                     | Pokljuka             | Slovenia      | RL    | Francia Jean-Guillaume Béatrix Quentin Fillon Maillet Simon Desthieux Martin Fourcade             | Russia Maksim Cvetkov Anton Babikov Matvej Eliseev Anton Šipulin                          | Germania Erik Lesser Matthias Dorfer Benedikt Doll Simon Schempp                                 |
| 15 dicembre 2016                     | Nové Město na Moravě | Rep. Ceca     | SP    | Martin Fourcade                                                                                   | Anton Šipulin                                                                             | Emil Hegle Svendsen                                                                              |
| 17 dicembre 2016                     | Nové Město na Moravě | Rep. Ceca     | PU    | Martin Fourcade                                                                                   | Anton Šipulin                                                                             | Quentin Fillon Maillet                                                                           |
| 18 dicembre 2016                     | Nové Město na Moravě | Rep. Ceca     | MS    | Martin Fourcade                                                                                   | Simon Schempp                                                                             | Anton Babikov                                                                                    |
| 5 gennaio 2017                       | Oberhof              | Germania      | SP    | Julian Eberhard                                                                                   | Michal Šlesingr                                                                           | Dominik Windisch                                                                                 |
| 7 gennaio 2017                       | Oberhof              | Germania      | PU    | Martin Fourcade                                                                                   | Arnd Peiffer                                                                              | Dominik Windisch                                                                                 |
| 8 gennaio 2017                       | Oberhof              | Germania      | MS    | Simon Schempp                                                                                     | Erik Lesser                                                                               | Martin Fourcade                                                                                  |
| 11 gennaio 2017                      | Ruhpolding           | Germania      | RL    | Norvegia Ole Einar Bjørndalen Vetle Sjåstad Christiansen Lars Helge Birkeland Emil Hegle Svendsen | Russia Aleksej Volkov Anton Šipulin Matvej Eliseev Anton Babikov                          | Germania Erik Lesser Benedikt Doll Arnd Peiffer Simon Schempp                                    |
| 13 gennaio 2017                      | Ruhpolding           | Germania      | SP    | Martin Fourcade                                                                                   | Julian Eberhard                                                                           | Emil Hegle Svendsen                                                                              |
| 15 gennaio 2017                      | Ruhpolding           | Germania      | PU    | Martin Fourcade                                                                                   | Emil Hegle Svendsen                                                                       | Michal Krčmář                                                                                    |
| 20 gennaio 2017                      | Anterselva           | Italia        | IN    | Anton Šipulin                                                                                     | Martin Fourcade                                                                           | Serhij Semenov                                                                                   |
| 21 gennaio 2017                      | Anterselva           | Italia        | RL    | Germania Erik Lesser Benedikt Doll Arnd Peiffer Simon Schempp                                     | Norvegia Lars Helge Birkeland Henrik L'Abée-Lund Johannes Thingnes Bø Emil Hegle Svendsen | Russia Maksim Cvetkov Evgenij Garaničev Dmitrij Malyško Anton Babikov                            |
| 22 gennaio 2017                      | Anterselva           | Italia        | MS    | Johannes Thingnes Bø                                                                              | Quentin Fillon Maillet                                                                    | Anton Šipulin                                                                                    |
| Campionati mondiali di biathlon 2017 |                      |               |       |                                                                                                   |                                                                                           |                                                                                                  |
| 11 febbraio 2017                     | Hochfilzen           | Austria       | SP    | Benedikt Doll                                                                                     | Johannes Thingnes Bø                                                                      | Martin Fourcade                                                                                  |
| 12 febbraio 2017                     | Hochfilzen           | Austria       | PU    | Martin Fourcade                                                                                   | Johannes Thingnes Bø                                                                      | Ole Einar Bjørndalen                                                                             |
| 16 febbraio 2017                     | Hochfilzen           | Austria       | IN    | Lowell Bailey                                                                                     | Ondřej Moravec                                                                            | Martin Fourcade                                                                                  |
| 18 febbraio 2017                     | Hochfilzen           | Austria       | RL    | Russia Aleksej Volkov Maksim Cvetkov Anton Babikov Anton Šipulin                                  | Francia Jean-Guillaume Béatrix Quentin Fillon Maillet Simon Desthieux Martin Fourcade     | Austria Daniel Mesotitsch Julian Eberhard Simon Eder Dominik Landertinger                        |
| 19 febbraio 2017                     | Hochfilzen           | Austria       | MS    | Simon Schempp                                                                                     | Johannes Thingnes Bø                                                                      | Simon Eder                                                                                       |
| 3 marzo 2017                         | Pyeongchang Alpensia | Corea del Sud | SP    | Julian Eberhard                                                                                   | Lowell Bailey                                                                             | Martin Fourcade                                                                                  |
| 4 marzo 2017                         | Pyeongchang Alpensia | Corea del Sud | PU    | Martin Fourcade                                                                                   | Anton Šipulin                                                                             | Julian Eberhard                                                                                  |
| 5 marzo 2017                         | Pyeongchang Alpensia | Corea del Sud | RL    | Francia Jean-Guillaume Béatrix Simon Fourcade Simon Desthieux Martin Fourcade                     | Austria Lorenz Wäger Simon Eder Julian Eberhard Dominik Landertinger                      | Norvegia Ole Einar Bjørndalen Vetle Sjåstad Christiansen Vegard Gjermundshaug Henrik L'Abée-Lund |
| 10 marzo 2017                        | Kontiolahti          | Finlandia     | SP    | Martin Fourcade                                                                                   | Ondřej Moravec                                                                            | Emil Hegle Svendsen                                                                              |
| 11 marzo 2017                        | Kontiolahti          | Finlandia     | PU    | Arnd Peiffer                                                                                      | Simon Eder                                                                                | Emil Hegle Svendsen                                                                              |
| 17 marzo 2017                        | Oslo Holmenkollen    | Norvegia      | SP    | Johannes Thingnes Bø                                                                              | Martin Fourcade                                                                           | Anton Šipulin                                                                                    |
| 18 marzo 2017                        | Oslo Holmenkollen    | Norvegia      | PU    | Anton Šipulin                                                                                     | Martin Fourcade                                                                           | Johannes Thingnes Bø                                                                             |
| 19 marzo 2017                        | Oslo Holmenkollen    | Norvegia      | MS    | Martin Fourcade                                                                                   | Andrejs Rastorgujevs                                                                      | Simon Eder                                                                                       |

Legenda:

IN = individuale (20 km)

SP = sprint (10 km)

PU = inseguimento (12,5 km)

MS = partenza in linea (15 km)

RL = staffetta (4x7,5 km)

### Classifiche

#### Generale
| Pos. | Nome                 | Nazione     | Punti |
| ---- | -------------------- | ----------- | ----- |
| 1    | Martin Fourcade      | Francia     | 1322  |
| 2    | Anton Šipulin        | Russia      | 918   |
| 3    | Johannes Thingnes Bø | Norvegia    | 812   |
| 4    | Arnd Peiffer         | Germania    | 746   |
| 5    | Simon Schempp        | Germania    | 741   |
| 6    | Julian Eberhard      | Austria     | 732   |
| 7    | Emil Hegle Svendsen  | Norvegia    | 667   |
| 8    | Lowell Bailey        | Stati Uniti | 641   |
| 9    | Ole Einar Bjørndalen | Norvegia    | 631   |
| 10   | Erik Lesser          | Germania    | 621   |

#### Sprint
| Pos. | Nome                 | Nazione  | Punti |
| ---- | -------------------- | -------- | ----- |
| 1    | Martin Fourcade      | Francia  | 484   |
| 2    | Julian Eberhard      | Austria  | 345   |
| 3    | Emil Hegle Svendsen  | Norvegia | 276   |
| 4    | Arnd Peiffer         | Germania | 275   |
| 5    | Johannes Thingnes Bø | Norvegia | 269   |

#### Inseguimento
| Pos. | Nome                 | Nazione  | Punti |
| ---- | -------------------- | -------- | ----- |
| 1    | Martin Fourcade      | Francia  | 502   |
| 2    | Anton Šipulin        | Russia   | 392   |
| 3    | Arnd Peiffer         | Germania | 298   |
| 4    | Johannes Thingnes Bø | Norvegia | 278   |
| 5    | Emil Hegle Svendsen  | Norvegia | 249   |

#### Partenza in linea
| Pos. | Nome                   | Nazione  | Punti |
| ---- | ---------------------- | -------- | ----- |
| 1    | Martin Fourcade        | Francia  | 248   |
| 2    | Simon Schempp          | Germania | 231   |
| 3    | Anton Šipulin          | Russia   | 177   |
| 4    | Jean-Guillaume Béatrix | Francia  | 168   |
| 5    | Erik Lesser            | Germania | 165   |

#### Individuale
| Pos. | Nome                 | Nazione     | Punti |
| ---- | -------------------- | ----------- | ----- |
| 1    | Martin Fourcade      | Francia     | 162   |
| 2    | Anton Šipulin        | Russia      | 126   |
| 3    | Lowell Bailey        | Stati Uniti | 117   |
| 4    | Johannes Thingnes Bø | Norvegia    | 115   |
| 5    | Lars Helge Birkeland | Norvegia    | 103   |

#### Staffetta
| Pos. | Nazione  | Punti |
| ---- | -------- | ----- |
| 1    | Russia   | 259   |
| 2    | Francia  | 242   |
| 3    | Germania | 237   |
| 4    | Norvegia | 228   |
| 5    | Austria  | 216   |

#### Nazioni
| Pos. | Nazione  | Punti |
| ---- | -------- | ----- |
| 1    | Germania | 7448  |
| 2    | Francia  | 7416  |
| 3    | Russia   | 7192  |
| 4    | Norvegia | 7181  |
| 5    | Austria  | 6926  |

## Donne

### Risultati
| Data                                 | Località             | Nazione       | Spec. | Primo                                                                             | Secondo                                                                   | Terzo                                                                          |
| ------------------------------------ | -------------------- | ------------- | ----- | --------------------------------------------------------------------------------- | ------------------------------------------------------------------------- | ------------------------------------------------------------------------------ |
| 30 novembre 2016                     | Östersund            | Svezia        | IN    | Laura Dahlmeier                                                                   | Anaïs Bescond                                                             | Dar"ja Jurkevič                                                                |
| 3 dicembre 2016                      | Östersund            | Svezia        | SP    | Marie Dorin                                                                       | Kaisa Mäkäräinen                                                          | Gabriela Soukalová                                                             |
| 4 dicembre 2016                      | Östersund            | Svezia        | PU    | Gabriela Soukalová                                                                | Laura Dahlmeier                                                           | Dorothea Wierer                                                                |
| 9 dicembre 2016                      | Pokljuka             | Slovenia      | SP    | Laura Dahlmeier                                                                   | Justine Braisaz                                                           | Marte Olsbu                                                                    |
| 10 dicembre 2016                     | Pokljuka             | Slovenia      | PU    | Laura Dahlmeier                                                                   | Kaisa Mäkäräinen                                                          | Eva Puskarčíková                                                               |
| 11 dicembre 2016                     | Pokljuka             | Slovenia      | RL    | Germania Vanessa Hinz Franziska Hildebrand Maren Hammerschmidt Laura Dahlmeier    | Francia Anaïs Chevalier Justine Braisaz Célia Aymonier Marie Dorin        | Ucraina Iryna Varvynec' Julija Džyma Olena Pidhrušna Anastasija Merkušyna      |
| 16 dicembre 2016                     | Nové Město na Moravě | Rep. Ceca     | SP    | Tat'jana Akimova                                                                  | Anaïs Chevalier                                                           | Susan Dunklee                                                                  |
| 17 dicembre 2016                     | Nové Město na Moravě | Rep. Ceca     | PU    | Anaïs Chevalier                                                                   | Dorothea Wierer                                                           | Tat'jana Akimova                                                               |
| 18 dicembre 2016                     | Nové Město na Moravě | Rep. Ceca     | MS    | Gabriela Soukalová                                                                | Laura Dahlmeier                                                           | Dorothea Wierer                                                                |
| 6 gennaio 2017                       | Oberhof              | Germania      | SP    | Gabriela Soukalová                                                                | Kaisa Mäkäräinen                                                          | Marie Dorin                                                                    |
| 7 gennaio 2017                       | Oberhof              | Germania      | PU    | Marie Dorin                                                                       | Gabriela Soukalová                                                        | Kaisa Mäkäräinen                                                               |
| 8 gennaio 2017                       | Oberhof              | Germania      | MS    | Gabriela Soukalová                                                                | Laura Dahlmeier                                                           | Eva Puskarčíková                                                               |
| 12 gennaio 2017                      | Ruhpolding           | Germania      | RL    | Germania Vanessa Hinz Maren Hammerschmidt Franziska Preuß Laura Dahlmeier         | Francia Anaïs Chevalier Justine Braisaz Anaïs Bescond Célia Aymonier      | Norvegia Kaia Wøien Nicolaisen Hilde Fenne Tiril Eckhoff Marte Olsbu           |
| 14 gennaio 2017                      | Ruhpolding           | Germania      | SP    | Kaisa Mäkäräinen                                                                  | Gabriela Soukalová                                                        | Laura Dahlmeier                                                                |
| 15 gennaio 2017                      | Ruhpolding           | Germania      | PU    | Kaisa Mäkäräinen                                                                  | Gabriela Soukalová                                                        | Marie Dorin                                                                    |
| 19 gennaio 2017                      | Anterselva           | Italia        | IN    | Laura Dahlmeier                                                                   | Anaïs Chevalier                                                           | Alexia Runggaldier                                                             |
| 21 gennaio 2017                      | Anterselva           | Italia        | MS    | Nadine Horchler                                                                   | Laura Dahlmeier                                                           | Gabriela Soukalová                                                             |
| 22 gennaio 2017                      | Anterselva           | Italia        | RL    | Germania Vanessa Hinz Maren Hammerschmidt Franziska Hildebrand Laura Dahlmeier    | Francia Anaïs Chevalier Justine Braisaz Anaïs Bescond Marie Dorin         | Italia Lisa Vittozzi Federica Sanfilippo Alexia Runggaldier Dorothea Wierer    |
| Campionati mondiali di biathlon 2017 |                      |               |       |                                                                                   |                                                                           |                                                                                |
| 10 febbraio 2017                     | Hochfilzen           | Austria       | SP    | Gabriela Soukalová                                                                | Laura Dahlmeier                                                           | Anaïs Chevalier                                                                |
| 12 febbraio 2017                     | Hochfilzen           | Austria       | PU    | Laura Dahlmeier                                                                   | Dar"ja Domračava                                                          | Gabriela Soukalová                                                             |
| 15 febbraio 2017                     | Hochfilzen           | Austria       | IN    | Laura Dahlmeier                                                                   | Gabriela Soukalová                                                        | Alexia Runggaldier                                                             |
| 17 febbraio 2017                     | Hochfilzen           | Austria       | RL    | Germania Vanessa Hinz Maren Hammerschmidt Franziska Hildebrand Laura Dahlmeier    | Ucraina Iryna Varvynec' Julija Džyma Anastasija Merkušyna Olena Pidhrušna | Francia Anaïs Chevalier Célia Aymonier Justine Braisaz Marie Dorin             |
| 19 febbraio 2017                     | Hochfilzen           | Austria       | MS    | Laura Dahlmeier                                                                   | Susan Dunklee                                                             | Kaisa Mäkäräinen                                                               |
| 2 marzo 2017                         | Pyeongchang Alpensia | Corea del Sud | SP    | Laura Dahlmeier                                                                   | Tiril Eckhoff                                                             | Anaïs Chevalier                                                                |
| 4 marzo 2017                         | Pyeongchang Alpensia | Corea del Sud | PU    | Laura Dahlmeier                                                                   | Kaisa Mäkäräinen                                                          | Anaïs Bescond                                                                  |
| 5 marzo 2017                         | Pyeongchang Alpensia | Corea del Sud | RL    | Germania Nadine Horchler Maren Hammerschmidt Denise Herrmann Franziska Hildebrand | Norvegia Kaia Wøien Nicolaisen Hilde Fenne Tiril Eckhoff Marte Olsbu      | Rep. Ceca Jessica Jislová Eva Puskarčíková Lucie Charvátová Gabriela Soukalová |
| 10 marzo 2017                        | Kontiolahti          | Finlandia     | SP    | Tiril Eckhoff                                                                     | Laura Dahlmeier                                                           | Dar"ja Domračava                                                               |
| 11 marzo 2017                        | Kontiolahti          | Finlandia     | PU    | Laura Dahlmeier                                                                   | Marie Dorin                                                               | Lisa Vittozzi                                                                  |
| 17 marzo 2017                        | Oslo Holmenkollen    | Norvegia      | SP    | Mari Laukkanen                                                                    | Justine Braisaz                                                           | Anaïs Bescond                                                                  |
| 18 marzo 2017                        | Oslo Holmenkollen    | Norvegia      | PU    | Mari Laukkanen                                                                    | Gabriela Soukalová                                                        | Justine Braisaz                                                                |
| 19 marzo 2017                        | Oslo Holmenkollen    | Norvegia      | MS    | Tiril Eckhoff                                                                     | Gabriela Soukalová                                                        | Kaisa Mäkäräinen                                                               |

Legenda:

IN = individuale (15 km)

SP = sprint (7,5 km)

PU = inseguimento (10 km)

MS = partenza in linea (12,5 km)

RL = staffetta (4x6 km)

### Classifiche

#### Generale
| Pos. | Nome                 | Nazione     | Punti |
| ---- | -------------------- | ----------- | ----- |
| 1    | Laura Dahlmeier      | Germania    | 1211  |
| 2    | Gabriela Soukalová   | Rep. Ceca   | 1089  |
| 3    | Kaisa Mäkäräinen     | Finlandia   | 971   |
| 4    | Marie Dorin          | Francia     | 856   |
| 5    | Dorothea Wierer      | Italia      | 719   |
| 6    | Justine Braisaz      | Francia     | 706   |
| 7    | Anaïs Chevalier      | Francia     | 669   |
| 8    | Julija Džyma         | Ucraina     | 632   |
| 9    | Franziska Hildebrand | Germania    | 621   |
| 10   | Susan Dunklee        | Stati Uniti | 596   |

#### Sprint
| Pos. | Nome               | Nazione   | Punti |
| ---- | ------------------ | --------- | ----- |
| 1    | Gabriela Soukalová | Rep. Ceca | 377   |
| 2    | Laura Dahlmeier    | Germania  | 372   |
| 3    | Kaisa Mäkäräinen   | Finlandia | 337   |
| 4    | Marie Dorin        | Francia   | 297   |
| 5    | Justine Braisaz    | Francia   | 281   |

#### Inseguimento
| Pos. | Nome               | Nazione   | Punti |
| ---- | ------------------ | --------- | ----- |
| 1    | Laura Dahlmeier    | Germania  | 405   |
| 2    | Gabriela Soukalová | Rep. Ceca | 384   |
| 3    | Kaisa Mäkäräinen   | Finlandia | 368   |
| 4    | Marie Dorin        | Francia   | 346   |
| 5    | Dorothea Wierer    | Italia    | 286   |

#### Partenza in linea
| Pos. | Nome               | Nazione   | Punti |
| ---- | ------------------ | --------- | ----- |
| 1    | Gabriela Soukalová | Rep. Ceca | 265   |
| 2    | Laura Dahlmeier    | Germania  | 254   |
| 3    | Kaisa Mäkäräinen   | Finlandia | 207   |
| 4    | Julija Džyma       | Ucraina   | 162   |
| 5    | Dorothea Wierer    | Italia    | 156   |

#### Individuale
| Pos. | Nome               | Nazione   | Punti |
| ---- | ------------------ | --------- | ----- |
| 1    | Laura Dahlmeier    | Germania  | 180   |
| 2    | Vanessa Hinz       | Germania  | 103   |
| 3    | Alexia Runggaldier | Italia    | 96    |
| 4    | Gabriela Soukalová | Rep. Ceca | 95    |
| 5    | Olena Pidhrušna    | Ucraina   | 83    |

#### Staffetta
| Pos. | Nazione   | Punti |
| ---- | --------- | ----- |
| 1    | Germania  | 300   |
| 2    | Francia   | 248   |
| 3    | Ucraina   | 224   |
| 4    | Norvegia  | 202   |
| 5    | Rep. Ceca | 197   |

#### Nazioni
| Pos. | Nazione   | Punti |
| ---- | --------- | ----- |
| 1    | Germania  | 7951  |
| 2    | Francia   | 7646  |
| 3    | Ucraina   | 6605  |
| 4    | Rep. Ceca | 6547  |
| 5    | Italia    | 6481  |

## Misto

### Risultati
| Data                                 | Località    | Nazione   | Spec. | Primo                                                                     | Secondo                                                                    | Terzo                                                                     |
| ------------------------------------ | ----------- | --------- | ----- | ------------------------------------------------------------------------- | -------------------------------------------------------------------------- | ------------------------------------------------------------------------- |
| 27 novembre 2016                     | Östersund   | Svezia    | MX    | Norvegia Marte Olsbu Fanny Horn Ole Einar Bjørndalen Johannes Thingnes Bø | Germania Franziska Hildebrand Laura Dahlmeier Benedikt Doll Arnd Peiffer   | Italia Lisa Vittozzi Dorothea Wierer Lukas Hofer Dominik Windisch         |
| 27 novembre 2016                     | Östersund   | Svezia    | SMX   | Francia Marie Dorin Martin Fourcade                                       | Austria Lisa Hauser Simon Eder                                             | Germania Franziska Preuß Erik Lesser                                      |
| Campionati mondiali di biathlon 2017 |             |           |       |                                                                           |                                                                            |                                                                           |
| 9 febbraio 2017                      | Hochfilzen  | Austria   | MX    | Germania Vanessa Hinz Laura Dahlmeier Arnd Peiffer Simon Schempp          | Francia Anaïs Chevalier Marie Dorin Quentin Fillon Maillet Martin Fourcade | Russia Ol'ga Podčufarova Tat'jana Akimova Aleksandr Loginov Anton Šipulin |
| 12 marzo 2017                        | Kontiolahti | Finlandia | SMX   | Austria Lisa Hauser Simon Eder                                            | Stati Uniti Susan Dunklee Lowell Bailey                                    | Germania Laura Dahlmeier Roman Rees                                       |
| 12 marzo 2017                        | Kontiolahti | Finlandia | MX    | Francia Marie Dorin Anaïs Bescond Simon Desthieux Quentin Fillon Maillet  | Germania Nadine Horchler Maren Hammerschmidt Benedikt Doll Arnd Peiffer    | Ucraina Iryna Varvynec' Ol'ga Abramova Serhij Semenov Dmytro Pidručnyj    |

Legenda:

MX = staffetta mista 2x6 km + 2x7,5 km 

SMX = staffetta mista individuale

### Classifiche
| Pos. | Nazione  | Punti |
| ---- | -------- | ----- |
| 1    | Germania | 264   |
| 2    | Francia  | 257   |
| 3    | Austria  | 201   |
| 4    | Norvegia | 195   |
| 5    | Russia   | 195   |